# Trekkie
Een trekkie is een Star Trekfan.

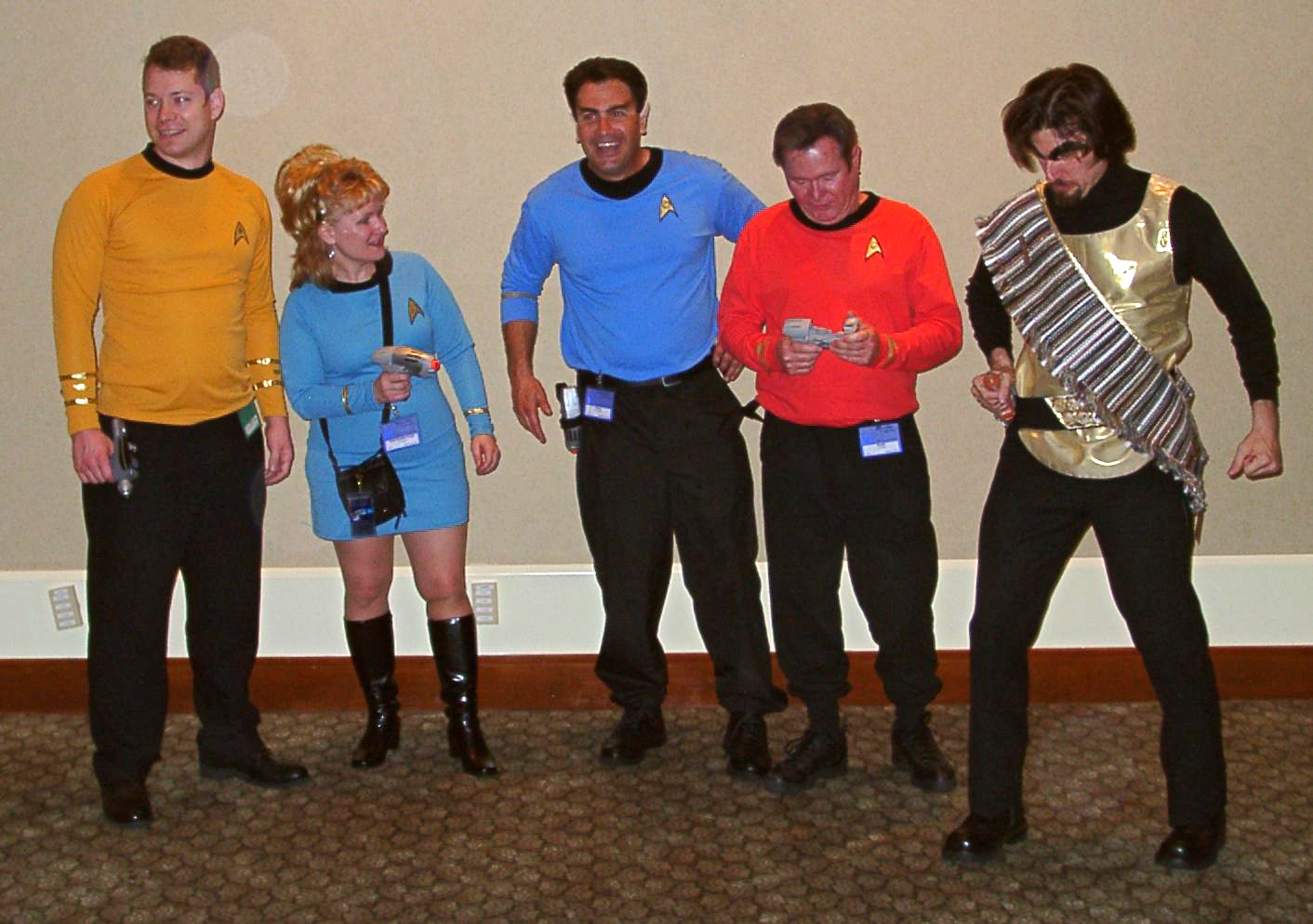
Diverse trekkies

De naam trekkie werd later gewijzigd in trekker, omdat mensen in de Verenigde Staten trekkie gingen vergelijken met druggie, junkie en drunkie. In de praktijk wordt trekkie echter het meest gebruikt.
Trekkies zijn ook de enige fans die bij naam worden vermeld in The Oxford Dictionary.
Trekkies organiseren zo nu en dan speciale bijeenkomsten waarop zij in Star Trekkleding uitgedost acte de présence geven. Sommigen gaan nog verder en vermommen zich helemaal als bepaalde figuren uit de Star Trekserie, bijvoorbeeld als een Klingon.
Trekkies worden gezien als een typisch voorbeeld van cultfans.

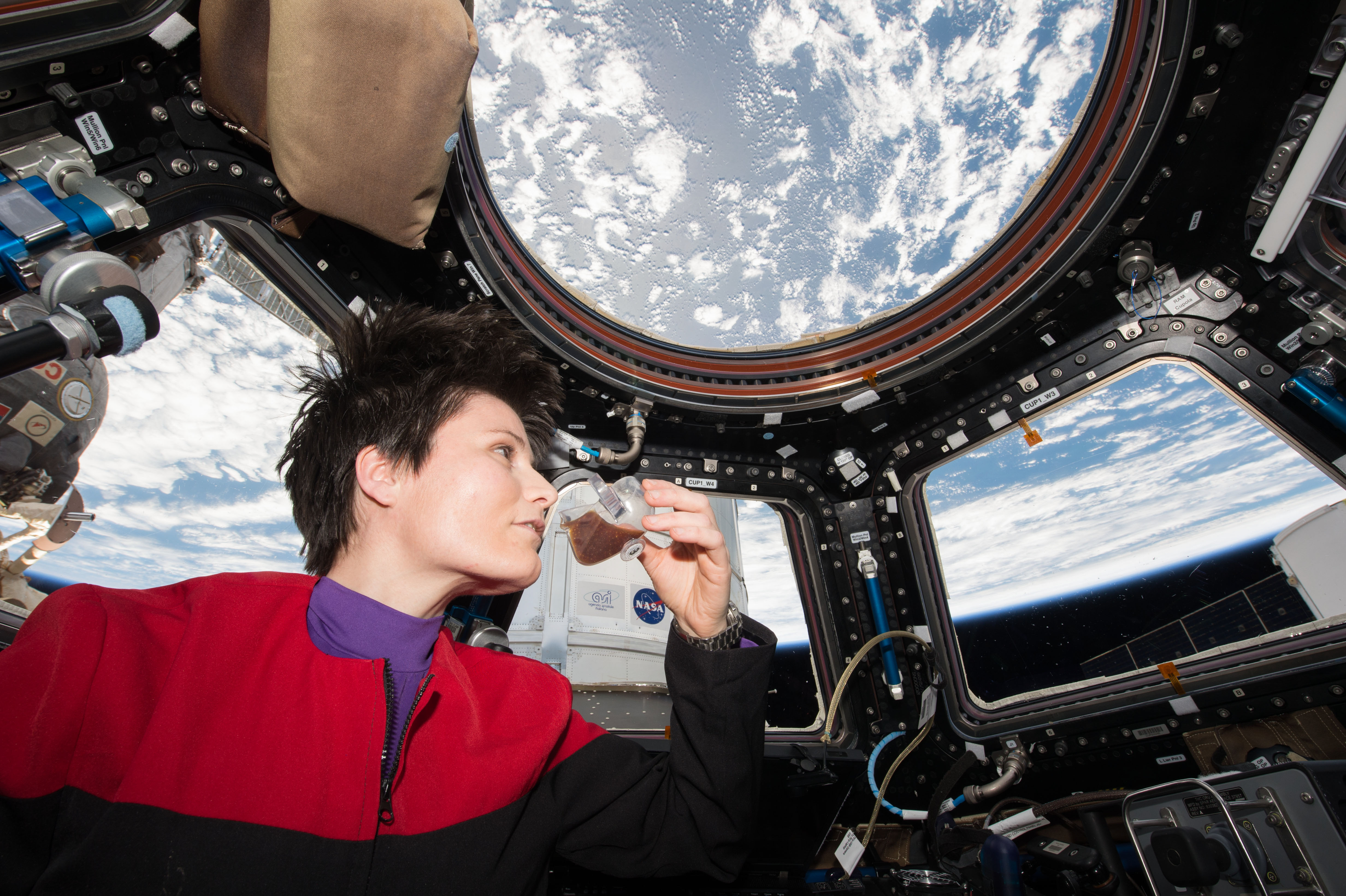
ISS-43 Samantha Cristoforetti drinkt koffie in de Cupola in haar Star Trek-uniform